# رونکولا
رونکولا (به ایتالیایی: Roncola) یک کومونه در ایتالیا است که در استان برگامو واقع شده‌است. رونکولا ۵٫۱ کیلومتر مربع مساحت و ۷۵۴ نفر جمعیت دارد و ۸۵۴ متر بالاتر از سطح دریا واقع شده‌است.